# Paperino nel mondo della matemagica
Paperino nel mondo della matemagica (Donald in Mathmagic Land) è un film del 1959 diretto da Hamilton Luske, Wolfgang Reitherman, Les Clark e Joshua Meador. È un cortometraggio a cartoni animati prodotto dalla Disney uscito il 26 giugno 1959. Divenne ben presto un noto film a scopo educativo impiegato nelle scuole degli Stati Uniti d'America con una introduzione di Pico De Paperis.

## Trama
(Galileo Galilei)
Paperino, con un fucile da caccia, entra nella terra della Matemagica (Mathmagic Land), un mondo fantastico con alberi dalle radici quadrate, torrenti di numeri e piante a forma di cifre. Una volta guadato il fiume si imbatte in una creatura a forma di matita che lo sfida (battendolo) a tris. Poi, dopo aver ascoltato un uccello recitare le prime 13 cifre di pi greco, Paperino sente la voce dello "spirito d'avventura" che lo guiderà nel suo viaggio attraverso "il Paese delle Meraviglie della Matematica". Prendendo confidenza con lo spirito intuisce una possibile relazione tra i numeri e la musica e di colpo viene catapultato nell'antica Grecia dove Pitagora e i suoi compagni tengono una jam session con il papero. Lo spirito spiega che Pitagora realizzò rudimentali forme di musica che sono alla base di quella moderna, come il jazz, ancora di moda nell'America degli anni cinquanta. Paperino stringe la mano a Pitagora, che svanisce subito lasciandogli sulla mano un simbolo, una stella a cinque punte, che rappresenta la segreta società pitagorica. La figura è un esempio di sezione aurea e contiene il modello per la costruzione di vari rettangoli aurei, elementi della geometria che hanno influenzato in vari modi le varie arti nel corso della storia. Gli edifici antichi dal Partenone alla cattedrale di Notre-Dame hanno tutti una base aurea così come il moderno palazzo dell'ONU. La Monna Lisa e varie sculture come la Venere di Milo, si fondano sul rettangolo aureo. Paperino apprende che anche nel corpo umano e in natura si ritrova il rapporto aureo. Lo spirito ricorda a Paperino un aforisma di Pitagora: «Tutto è disposto secondo numeri e forme matematiche». Lo spirito afferma che le conoscenze scientifiche e tecnologiche sono illimitate e la chiave per sbloccare le porte del futuro è la matematica. Paperino arriva pertanto a capire e apprezzare il valore della matematica.
La stessa vicenda, con qualche aggiunta, e con il titolo ritoccato (Paperino nel regno della matematica), venne poi anche pubblicata a fumetti negli "Albi della Rosa" Walt Disney, n. 516 del 27 settembre 1964.

## Distribuzione
- 1959 – distribuzione nei cinema
- 1961 – Walt Disney's Wonderful World of Color, episodio #8.1: "An Adventure in Color/Mathmagicland" (TV USA)
- 1987 – "Walt Disney Mini Classics: Donald in Mathmagic Land" (VHS)
- 2007 – Region 1 DVD exclusive to the Disney Movie Club (DVD)
- 2008 – "The Chronological Donald, Volume Four" (DVD)
- 2009 – Baronesses with no bonuses (DVD)

Il corto è uscito nelle sale cinematografiche statunitensi il 26 giugno 1959, mente in Italia è uscito il 19 ottobre 1960 abbinato al documentario Il giaguaro della giungla.

### Doppiaggio italiano
Il primo doppiaggio italiano, curato da Roberto De Leonardis, fu eseguito nel 1960 dalla CDC negli stabilimenti Fono Roma. Il secondo, invece, venne realizzato nel 1990 dalla ROYFILM srl con le voci del Gruppo Trenta.

### Edizioni home video
In Italia il film è distribuito in VHS nel 1987 con il primo doppiaggio e nel 1992 con il ridoppiaggio. Nel 2003 è stato incluso all'interno della raccolta Le Fiabe Disney Vol 3 - Paperino nel mondo di Matemagica + Il mio amico Ben, uscita sia in VHS che in DVD.

## Accoglienza
Il film è stato accolto positivamente da parte della critica: sul sito badtaste.com il film ha ricevuto un totale di 5 stelle su 5, mentre il sito IMDb assegna al film una valutazione totale di 7,8 su 10. Raffaele Meale del sito quinlan.it diede al film un 8/10, definendolo "un incrocio di stili, stilemi, pensieri e riferimenti artistici".